# شهرستان ارسنجان
شهرستان ارسنجان از شهرستان‌های استان فارس در جنوب ایران است. مرکز این شهرستان، شهر ارسنجان است. جمعیت این شهرستان بر طبق سرشماری سال ۱۳۹۸، برابر با ۲۲٬۷۲۷ تن بوده‌است.

## جغرافیا
این شهرستان از غرب به شهرستان‌های مرودشت و پاسارگاد و از شرق به شهرستان‌های بختگان و بوانات و از شمال به شهرستان‌های پاسارگاد و بوانات و از جنوب به شهرستان خرامه محدود است.
این شهرستان بسیار زیبا ۱۶۶۰ متر از سطح دریا ارتفاع دارد و قله دال‌نشین (دل نشین) با ارتفاعی حدود ۳۲۷۰ متر از سطح دریا بلندترین قله رشته‌کوه‌های اطراف ارسنجان و یکی از معروفترین قله‌های سلسله جبال کوه خم می‌باشد.
ارسنجان از آب‌وهوای معتدل برخوردار است و جهت باغداری و کشاورزی و دامپروری محیطی مساعد دارد.

## ویژگی‌های تاریخی
از شهر ارسنجان کتب گذشته همچون فارسنامه ناصری، آثار العجم فرصت الدوله شیرازی، بستان السیاحه زین العابدین صوفی، دائرةالمعارف علامه دهخدا از آن نام برده‌اند، اما تاریخ صحیح و دقیقی که بتوان بر آن استناد جست و سال بنای این شهر را دانست در دست نیست.
شهرستان ارسنجان دارای بالغ بر چندین آثار باستانی، میراث فرهنگی و گردشگری مانند مسجد جامع، مدرسه سعیدیه، ایوان قدمگاه مربوط به دوره هخامنشی، قلاتخوار، جمال آباد، تل مهره‌ای (کمال‌آباد)، قصر منوچهر، مربوط به دوره ساسانی، تل تیموریان و تل کاخ، سد دختر، چشمه گمبان که اینها همه مربوط به دوره تیموریان می‌باشد. به دلیل وجود آثار فرهنگی ارسنجان مدت‌ها محل اجتهاد شخصیتهای بزرگی بوده‌است.
از شاخص‌های فرهنگی ویژه این شهرستان می‌توان وجود مدارس متعدد و احداث دانشگاه آزاد اسلامی واحد ارسنجان به پیشنهاد دکتر محمد حسین اسکندری و به دست حسین رضایی و با کمک مردم در بعد از پیروزی انقلاب هم‌زمان با شهرهای بزرگ و توسعه آن که هم‌اکنون با داشتن بیش از ۵۰۰۰ نفر دانشجو در ۳۰ رشته کاردانی، کارشناسی، کارشناسی ارشد، یکی از دانشگاه‌های بزرگ محسوب می‌شود.

## تقسیمات کشوری
- بخش مرکزی
  - دهستان خبریز
  - دهستان شورآب
  - دهستان علی‌آباد ملک

شهر: ارسنجان

## جمعیت
بنا بر سرشماری مرکز آمار ایران، جمعیت شهرستان ارسنجان در سال ۱۳۹۵ برابر با  ۴۶۸۵۲ نفر بوده‌است.
مردم ارسنجان دارای شغل‌های متعدد مانند:
فرهنگی - کشاورزی - دامپروری - باغداری و کامیونداری می‌باشد،

باسوادی آن طبق آخرین اعلام نهضت سوادآموزی ۸۲٪است که از نرم درصد باسوادی کشور که ۵/۷۹٪ است بالاتر می‌باشد،

## محصولات
محصولات زراعی و باغی آن، گندم، جو، ذرت، یونجه، کنجد و چغندر قند، انار، بادام، گردو، زردآلو و رب انار ارسنجان شهرت فراوانی دارد.
تا کنون زمین‌لرزه‌ای در این شهرستان رخ نداده‌است زیرا در بین کوهستان واقع شده و این امر موجب عدم آمدن زلزله در این شهرستان می‌شود.